# 武昌郡
武昌郡（ぶしょう-ぐん）は、中国にかつて存在した郡。三国時代から南北朝時代にかけて、現在の湖北省東部に設置された。

## 概要
221年（黄初2年）、孫権が公安から鄂に遷都し、鄂を武昌と改名した。武昌・下雉・尋陽・陽新・柴桑・沙羡の6県により、武昌郡が立てられた。武昌郡は荊州に属した。ほどなく呉は武昌郡を江夏郡と改めた。
280年（太康元年）、晋が呉を滅ぼすと、江夏郡を武昌郡と改めた。291年（元康元年）、揚州と荊州の10郡を合わせて江州が立てられると、武昌郡は江州に転属した。晋の武昌郡は武昌・柴桑・陽新・沙羡・沙陽・鄂・高陵の7県を管轄した。
南朝宋のとき、武昌郡は武昌・陽新・鄂の3県を管轄した。454年（孝建元年）、郢州が立てられると、武昌郡は郢州に転属した。
南朝斉のとき、武昌郡は武昌・鄂・陽新・義寧・真陽の5県を管轄した。
南朝梁のとき、北新州が立てられると、武昌郡は北新州に転属した。
589年（開皇9年）、隋が南朝陳を滅ぼすと、武昌郡は廃止されて、鄂州に編入された。